# Bois de Frémontiers
Le bois de Frémontiers est un espace boisé situé à Frémontiers dans le département de la Somme, à une vingtaine de kilomètres au sud-ouest d'Amiens.

## Historique
Gérard de Berny, sénateur de la Somme, en a fait don, à sa mort, à la ville d'Amiens afin de financer par son exploitation l'entretien du musée installé dans son hôtel particulier d'Amiens, situé rue Victor-Hugo.

## Caractéristiques
Le site s'étend sur 241 hectares. Il est englobé dans le vaste massif forestier de Frémontiers-Wailly-Lœuilly  qui comporte également les lisières et pelouses-ourlets thermocalcicoles attenantes. Cet ensemble présente une grande valeur écologique : ZNIEFF 220 013 949 (seconde génération) N° régional : 80 SAM 114.
Bordés au sud par la vallée des Évoissons et à l'est par la vallée de la Selle, les Bois de Frémontiers, de Wailly et de Lœuilly forment, avec les bois avoisinants: Bois de la Réserve, de la Chapelle, de Rot, d'en bas, des jardins, de Taisnil, un des plus vastes ensembles forestiers du département de la Somme (environ 2 500 hectares).

## Les peuplements forestiers
La forêt est constituée de Chêne pédonculé (15%), Chêne sessile (5%), Hêtre (24%), Charme (19%), Frêne (9%), Érable sycomore (5%), Bouleau (7%), Merisier (4%), Épicéa (6%), Tilleul (2%), Pin noir d'Autriche (1%), Érable champêtre (1%)